# Премія Лемельсона
Пре́мія Лемельсона (англ. Lemelson–MIT Prize) — щорічна премія для винахідників США. Названа в честь американського незалежного винахідника Джерома Лемельсона (1923—1997). У 1994 році фонд його імені передав велику суму грошей Массачусетському технологічному інституту. Ця сума стала основою фонду Премії Лемельсона, що вручається з 1995 року. Сума щорічної винагороди становить 500 тисяч доларів.
Згодом додалась інші премії, у тому числі премія за винахідництво для студентів коледжів (англ. Lemelson-MIT Student Prize).
Премія Лемельсона є відомою і почесною нагородою. Її часто вважають аналогом Нобелівської премії для винахідників. Серед нагороджених є один лауреат Нобелівської премії.

## Найвідоміші лауреати
- Вільям Редінгтон Г'юлет (1995)
- Девід Пакард (1995)
- Вілсон Грейтбатч (1996)
- Герберт Бойєр (1996)
- Стенлі Н. Коен (1996)
- Дуглас Енгельбарт (1997)
- Гертруда Белл Елайон (1997)
- Роберт Ленджер (1998)
- Стефані Кволек (1999)
- Реймонд Курцвейл (2001)
- Реймонд Вахан Дамадьян (2001)
- Дін Кеймен (2002)
- Лерой Гуд (2003)
- Нік Голоняк (2004)
- Роберт Деннард (2005)
- Джеймс Фергасон (2006)
- Джозеф ДеСімоне[en] (2008)
- Чад Міркін[en] (2009)
- Каролін Бертоцці (2010)
- Луїс фон Ан (2018)